# Стіфтсгорден
Стіфтсгорден (норв. Stiftsgården) — королівська резиденція в Тронгеймі, Норвегія. Вона розташована у центрі міста на найважливішій магістралі Мункегатен. Площа 140 кімнат становить 4000 м² (43000 ft²), це одна з найбільших дерев'яних будівель у Північній Європі, яка використовується королівськими сім'ями та їхніми гостями з 1800 року.

## Історія

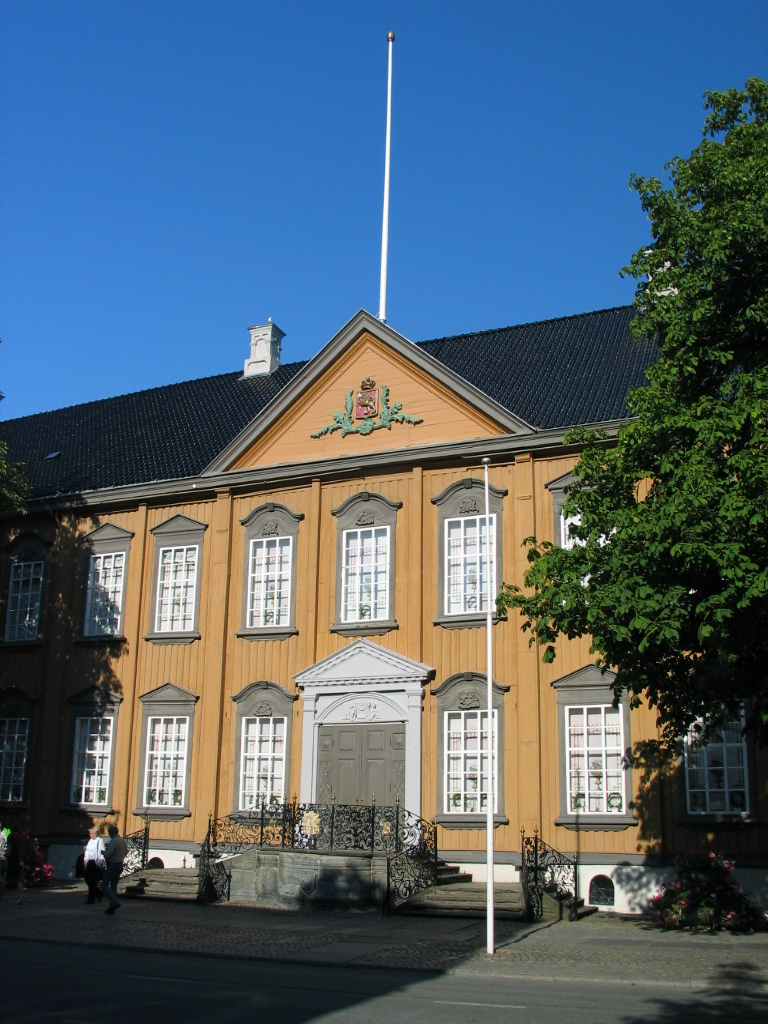
Головний парадний вхід

Стіфтсгорден був побудований у 1774—1778 роках для Сесілі Крістін Шоллер (1720—1786), багатої вдови Сті Тонсберга Шоллера (1700—1769), камергера та купця. По лінії матері вона походила з найвидатніших шляхетських родин Данії. Її батько був головнокомандувачем центральної Норвегії, від нього вона успадкувала велику власність у центрі міста. Отримавши у спадок великий статок свого чоловіка, вона почала будівництво найбільшого приватного таунхаусу в Тронгеймі. Палац був побудований на території колишньої резиденції її батька, генерала Йохана Фрідріха Фроліха (1681—1757). У 1777 році їй було присвоєно звання таємної радниці. Сесілі Крістін Шоллер — представниця культурного та комерційного зростання Тронгейма наприкінці XVIII століття, а також впливових жінок міста того періоду. Вона часто подорожувала за кордон і рідко користувалася палацом сама, а через вісім років після завершення будівництва вона померла в Копенгагені.
Під час її відсутності у будинку проживав її зять, генерал Георг Фредерік фон Крог (1732—1818). Після її смерті палац успадкував його син, онук пані Шоллер, а генерал залишався жити там, доки будівля не була продана державі в 1800 році за 10 000 норвезьких далер. Після продажу він використовувався губернатором регіону як суд та як королівська резиденція, коли королівська родина відвідувала Тронгейм. Окрім цього у 1816—1819 роках у ньому розташовувався банк Норвегії. У 1906 році палац став виключно королівською резиденцією.
З 1804 року у палаці проживали відомі гості, зокрема з норвезької королівської родини. Першими королівськими особами, які коли-небудь відвідали будівлю, були наслідний принц Данії та Норвегії Фредерік VI, принц Чарльз і принц Фредерік Гессенський, які були гостями генерала фон Крога в 1788 році.

## Історичні події
Стіфтсгорден був місцем проведення головних урочистостей під час наступних коронацій:
- Карл XIV Юхан Бернадот, 1818
- Король Карл IV і королева Луїза, 1860 рік
- Король Оскар II і королева Софія, 1873 рік
- Король Гокон VII і королева Мод, 1906 рік, а також під час наступних благословень:
- Король Олаф V, 1958
- Король Гаральд V і королева Соня, 1991 рік

Стіфтсгорден був місцем для багатьох інших королівських візитів — серед іншого, візити норвезького регента та першого короля незалежної Норвегії, кронпринца Крістіана Фредеріка в 1814 році, короля Карла III Йохана в 1835 році, кронпринца Карла в 1856 році та в нещодавно короля Гаральда V і королеви Соні в 1997 році та весілля принцеси Марти Луїзи в 2002 році.

## Будівля

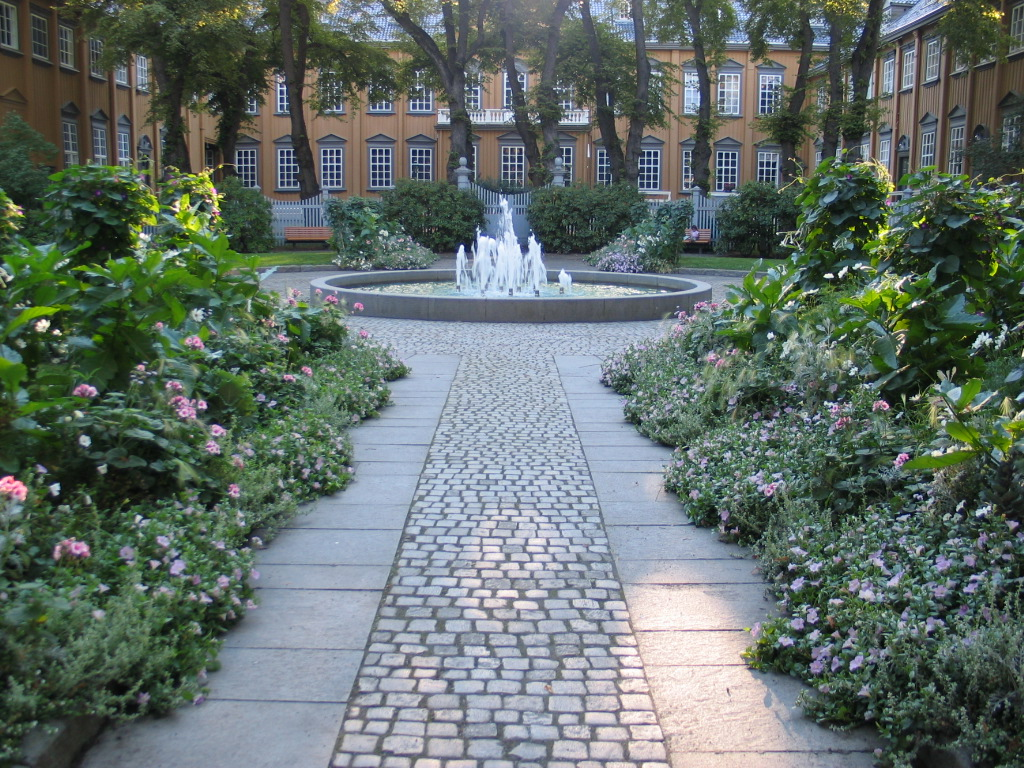
Внутрішній дворик і задній парк

Архітектор будівлі точно не відомий, але вважається, що це міг бути двоюрідний брат Шоллер, адмірал Крістіан Лерше (1712—1793). Більшість будівельників і художників, відповідальних за внутрішнє оздоблення, також невідомі. Палац збудований у стилі бароко, але має елементи рококо та неокласицизму. У ньому близько 140 кімнат, загальна площа яких становить 4000 м² (43000 ft²). Будівля, ймовірно, є найбільшим дерев'яним палацом у Північній Європі. Значна частина саду була відведена під громадський парк у 1906 році. Спочатку він був спланований у стилі бароко і містив оранжерею та альтанку.
Зовнішній вигляд здебільшого зберігся в первісному вигляді. У 1841 році деякі з мансардних вікон були закладені після невеликої пожежі, але залишилися вікна з боку саду. Прибудова для оркестру біля бального залу була зведена для коронації короля Оскара I у 1847 році. У 1860 році були замінені вікна. Однак деякі оригінальні вікна все ще можна побачити в південному крилі з боку саду.
На відміну від екстер'єру, інтер'єр істотно змінився. Внутрішнє оздоблення бічних крил було суттєво переплановано, а всі кімнати будівлі кілька разів ремонтувалися. Однак деякі оригінальні деталі все ще присутні. На деяких стелях і навколо стінних ніш збереглася ліпнина в стилі рококо. Десюдепорт (панно над дверима) прикрашені мальовничими пейзажами. Збереглися декілька оригінальних настінних прикрас, деякі з шинуазрі. У їдальні можна побачити картини з міськими пейзажами, виконані за мотивами тогочасних англійських гравюр на міді. Стеля та десюдепорти в бальній залі були розписані в 1847 році, ймовірно, за кресленнями архітектора Генріха Ернста Ширмера, який працював з інтер'єрами Королівського палацу в Осло. Пофарбовані підлоги та стелі в інших кімнатах також здебільшого збереглися з 1847 року. Інтер'єр королівської вітальні був створений для коронації в 1906 році архітектором Інгвальдом Альстадом.

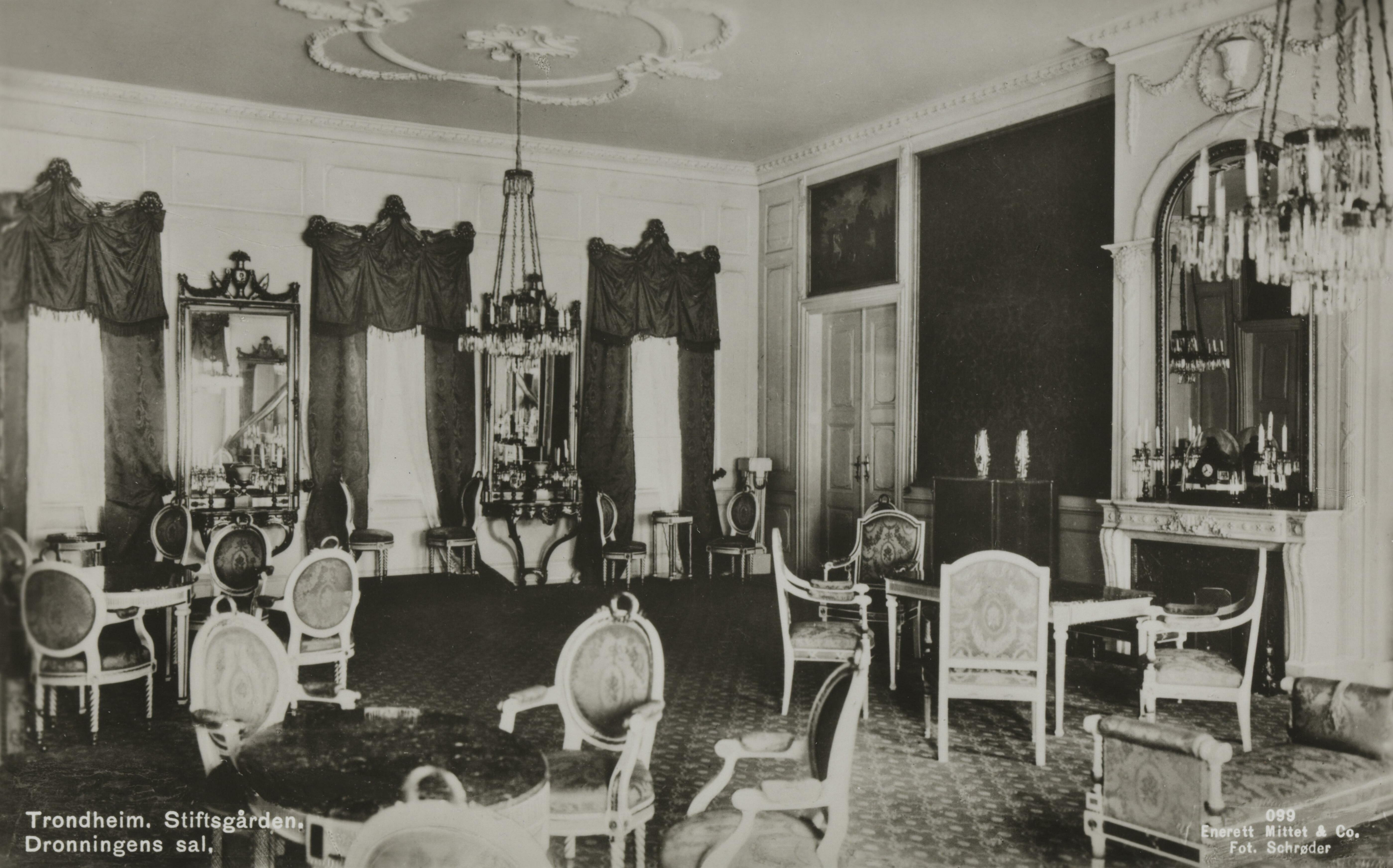
Інтер'єри на початку XX століття

## Меблі
Збереглося дуже мало меблів XVIII століття, крім двох печей у стилі рококо 1768 року. Всі меблі були придбані в 19 столітті та пізніше. Більшу частину було придбано для запланованої коронації короля Оскара I і королеви Жозефіни в 1840-х роках і коронації короля Хокона VII та королеви Мод в 1906 році. Велика кількість меблів у стилі бідермаєр була виготовлена в Тронгеймі в 1840-х роках. Меблі в стилі Гепплвайт для китайського кабінету були придбані в Парижі для коронації в 1906 році. Королівський кабінет умебльовано набором меблів у стилі Чіппендейл, розроблених архітектором Акселем Гульдалом і виготовлених столяром А. Квенілдом. Меблі королівської вітальні були створені в стилі Людовика XVI Едвардом Ременом у Тронгеймі.

## Галерея

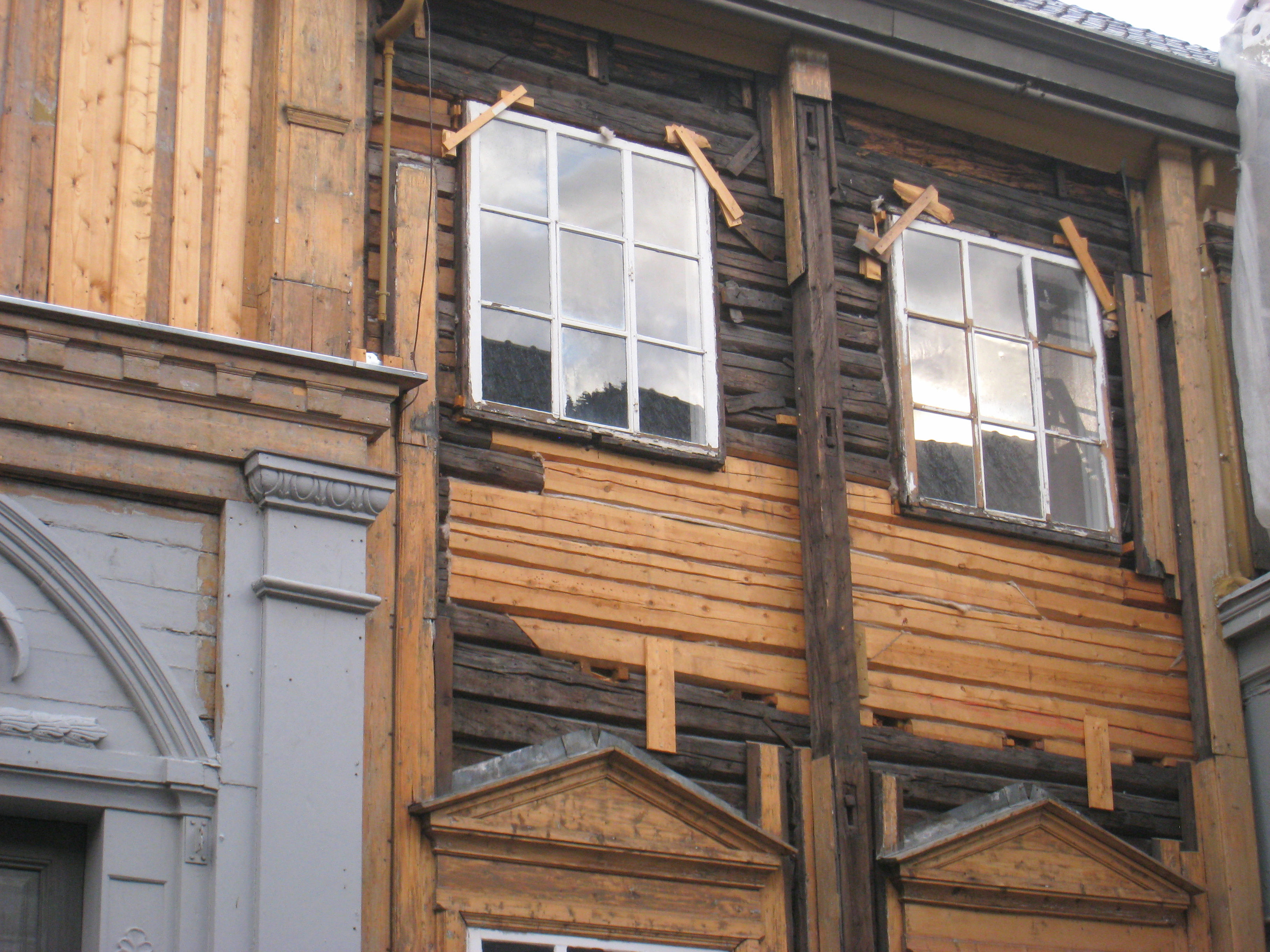
Одна з перебудованих стін
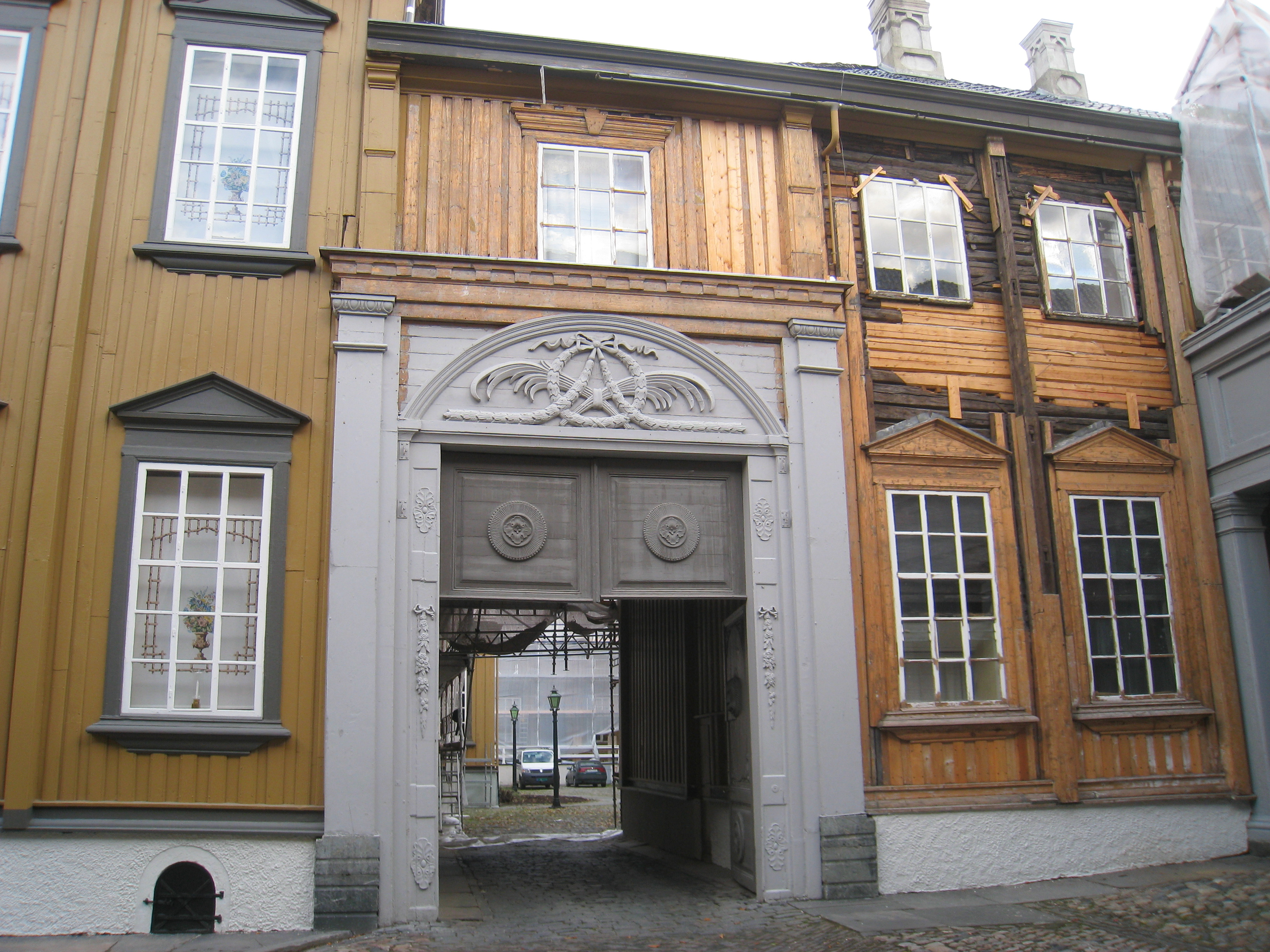
Арка з ліпниною
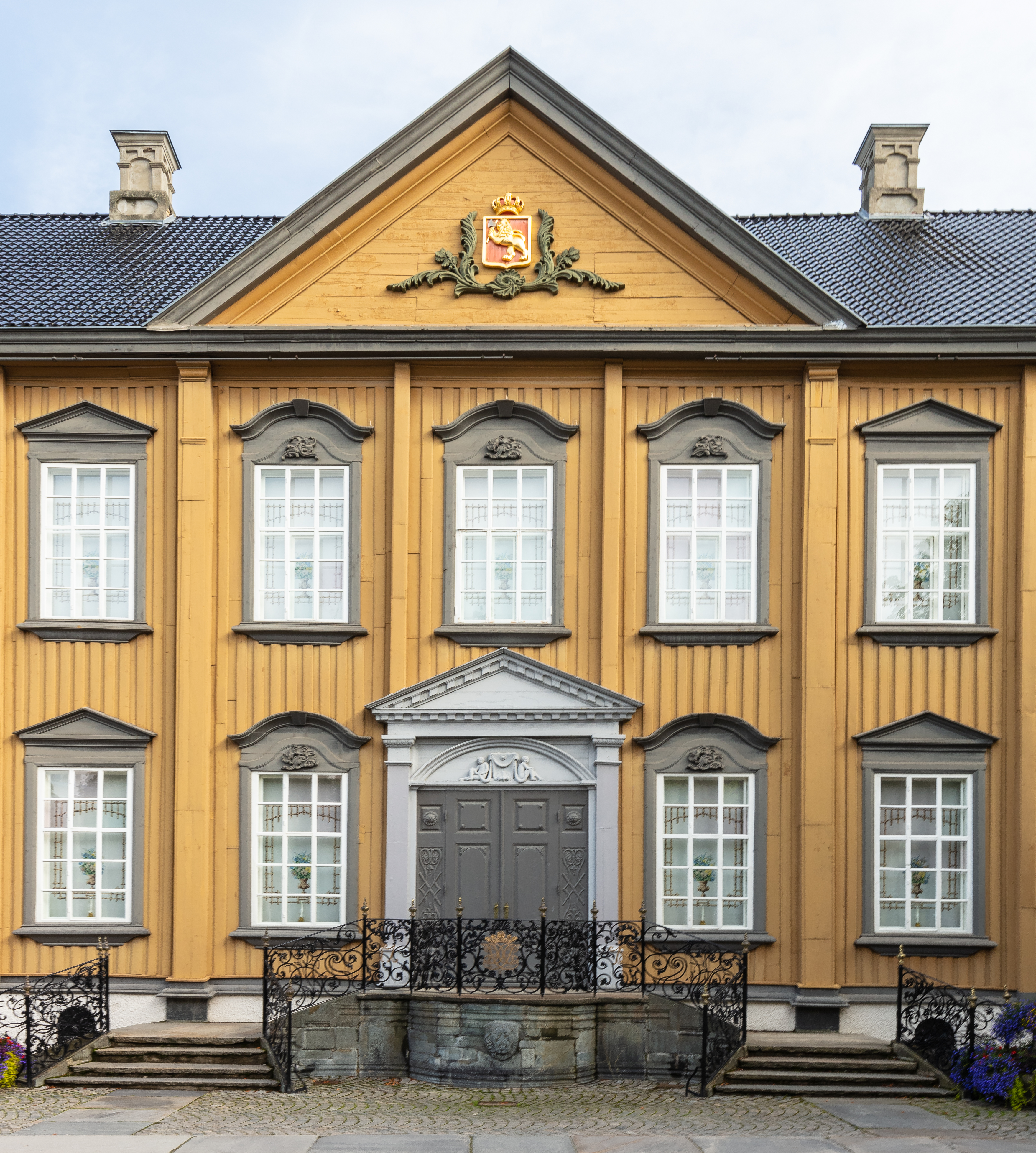
Вхід у будівлю та герб на фронтоні
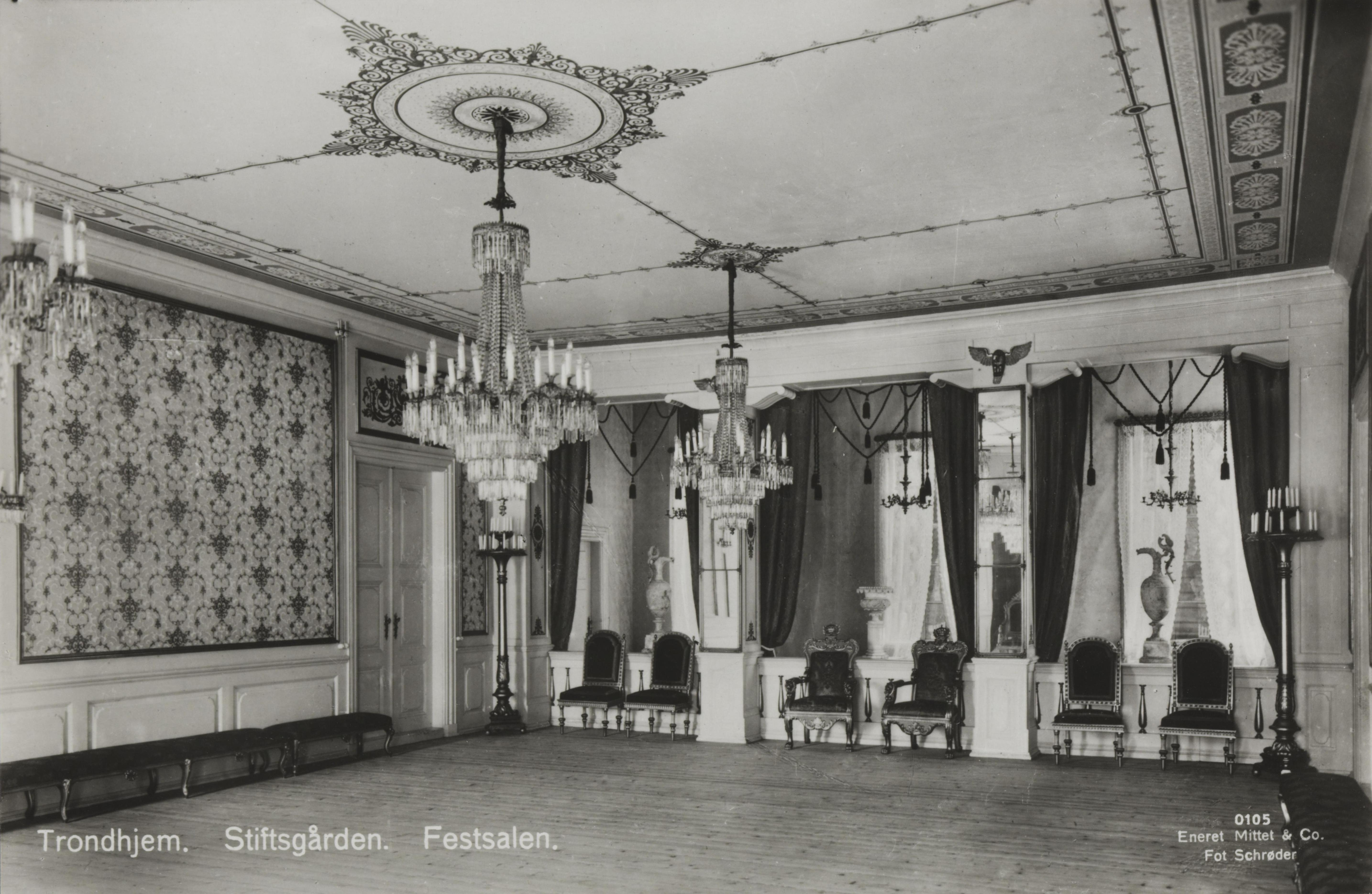
Інтер'єри будівлі у 1920-х
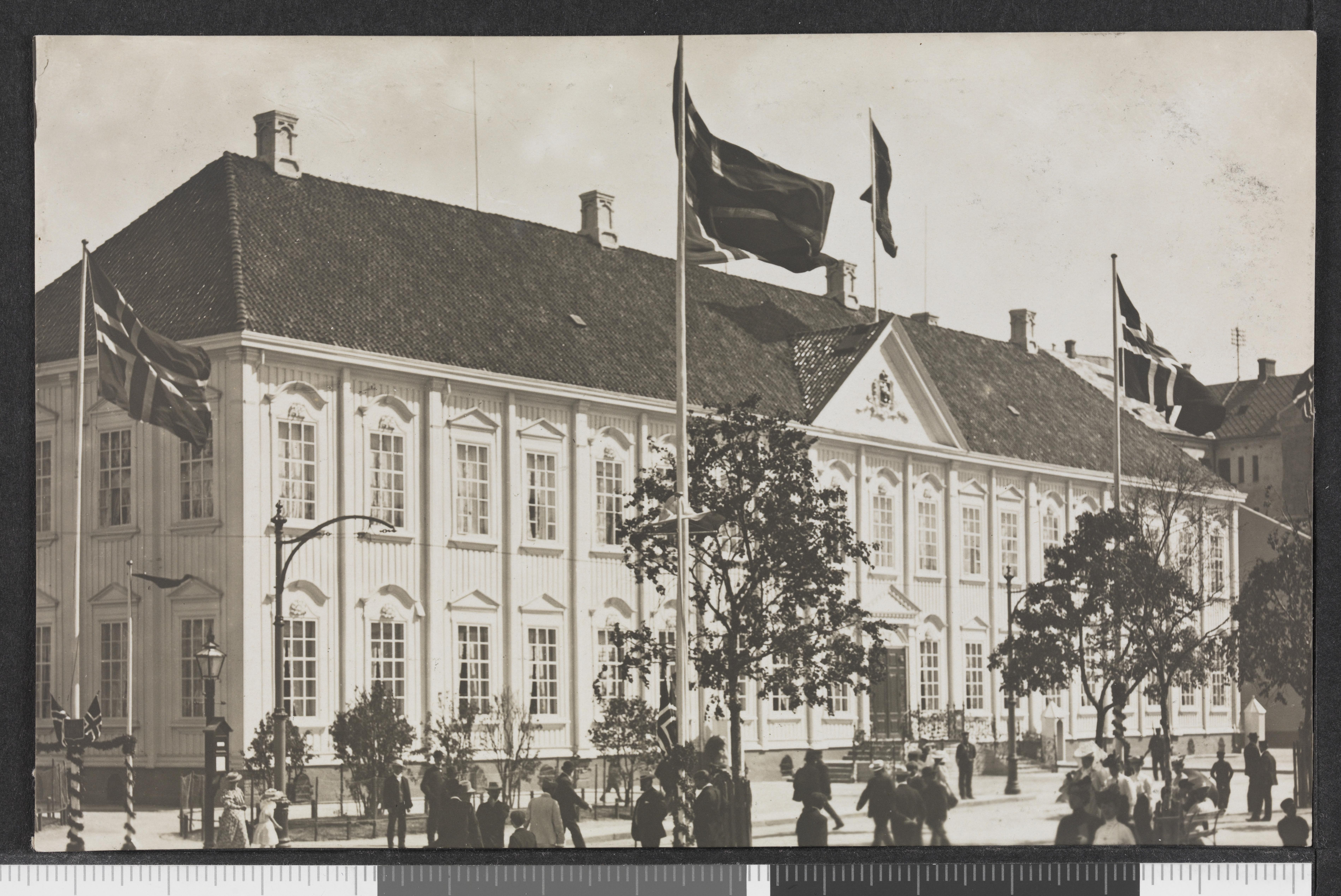
Будівля у 1906 році
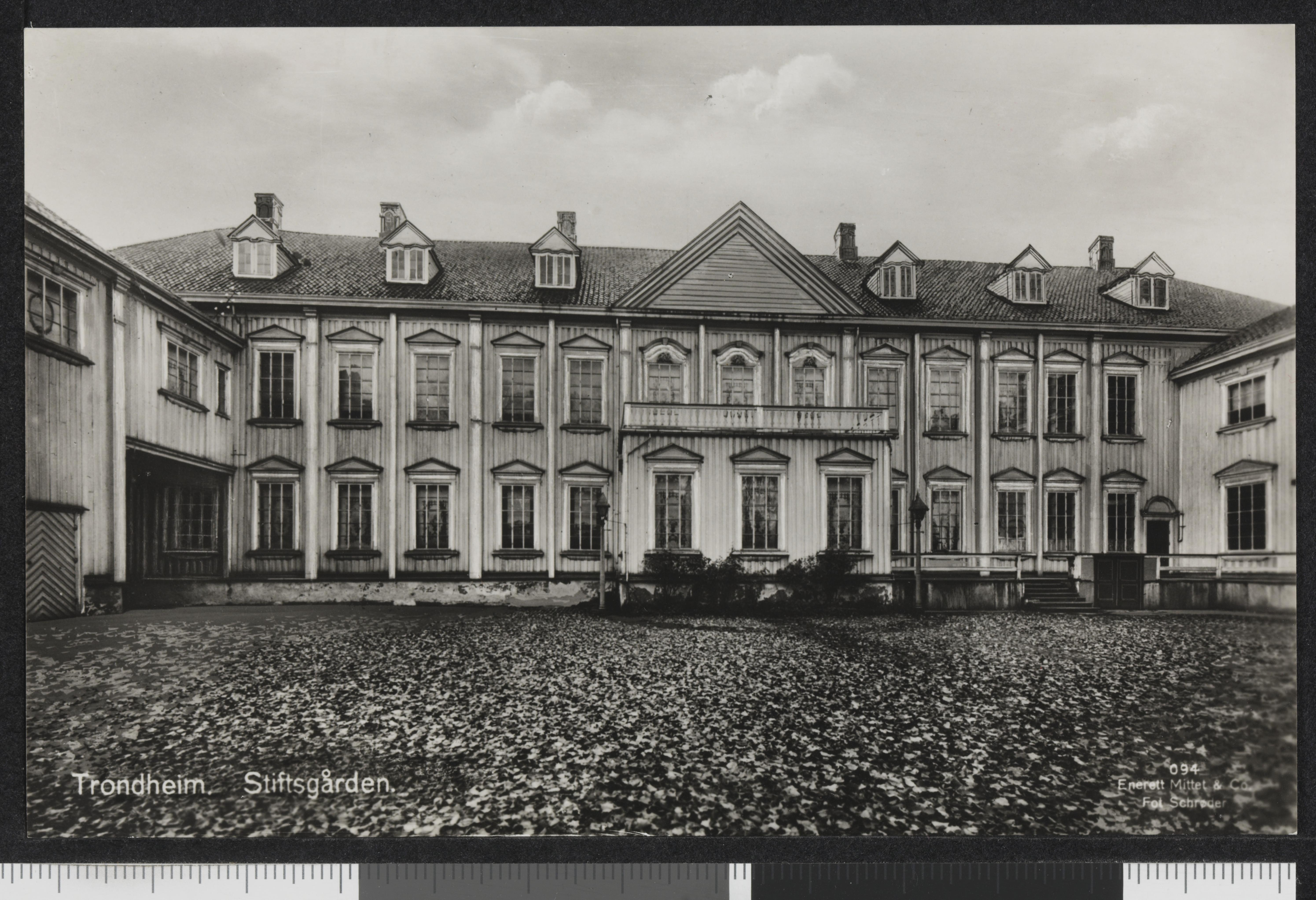
Початок XX століття
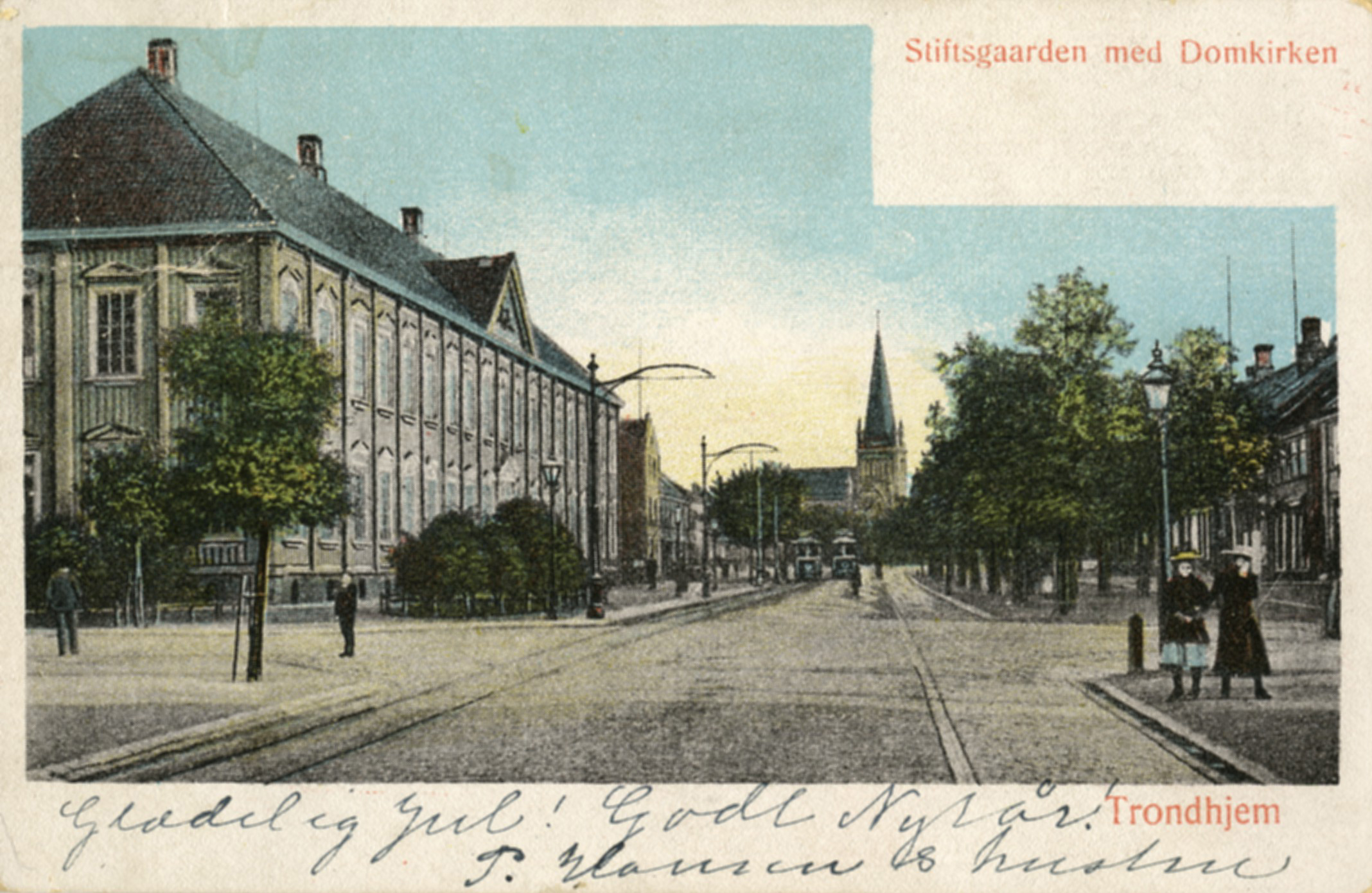
Будівля на старій поштівці
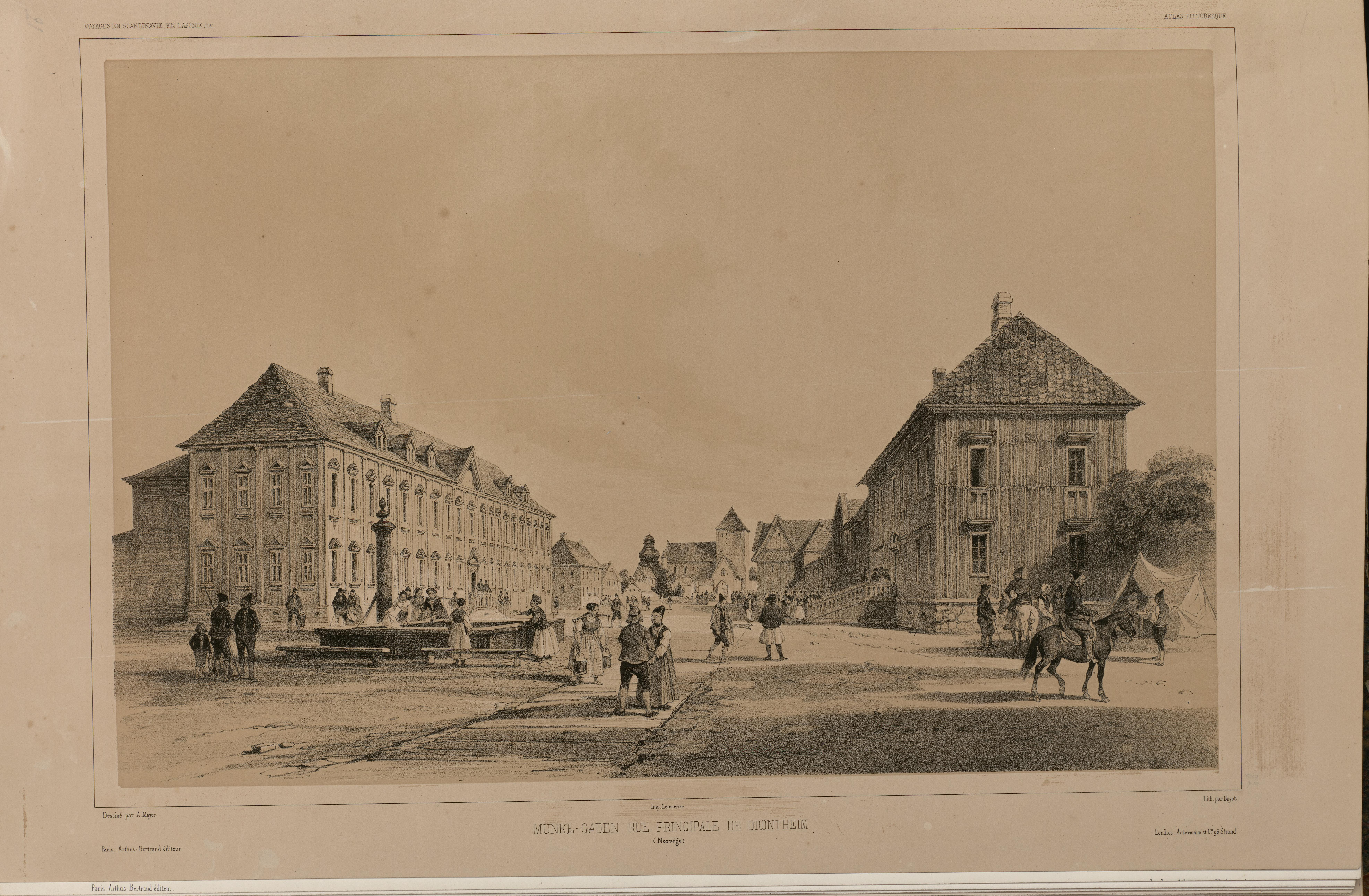
Ілюстрація з книги «Voyages de la Commission scientifique du Nord, en Scandinavie, en Laponie, au Spitzberg et aux Feröe» невідомого автора та опублікована Артусом Бертраном у Парижі 1852 року
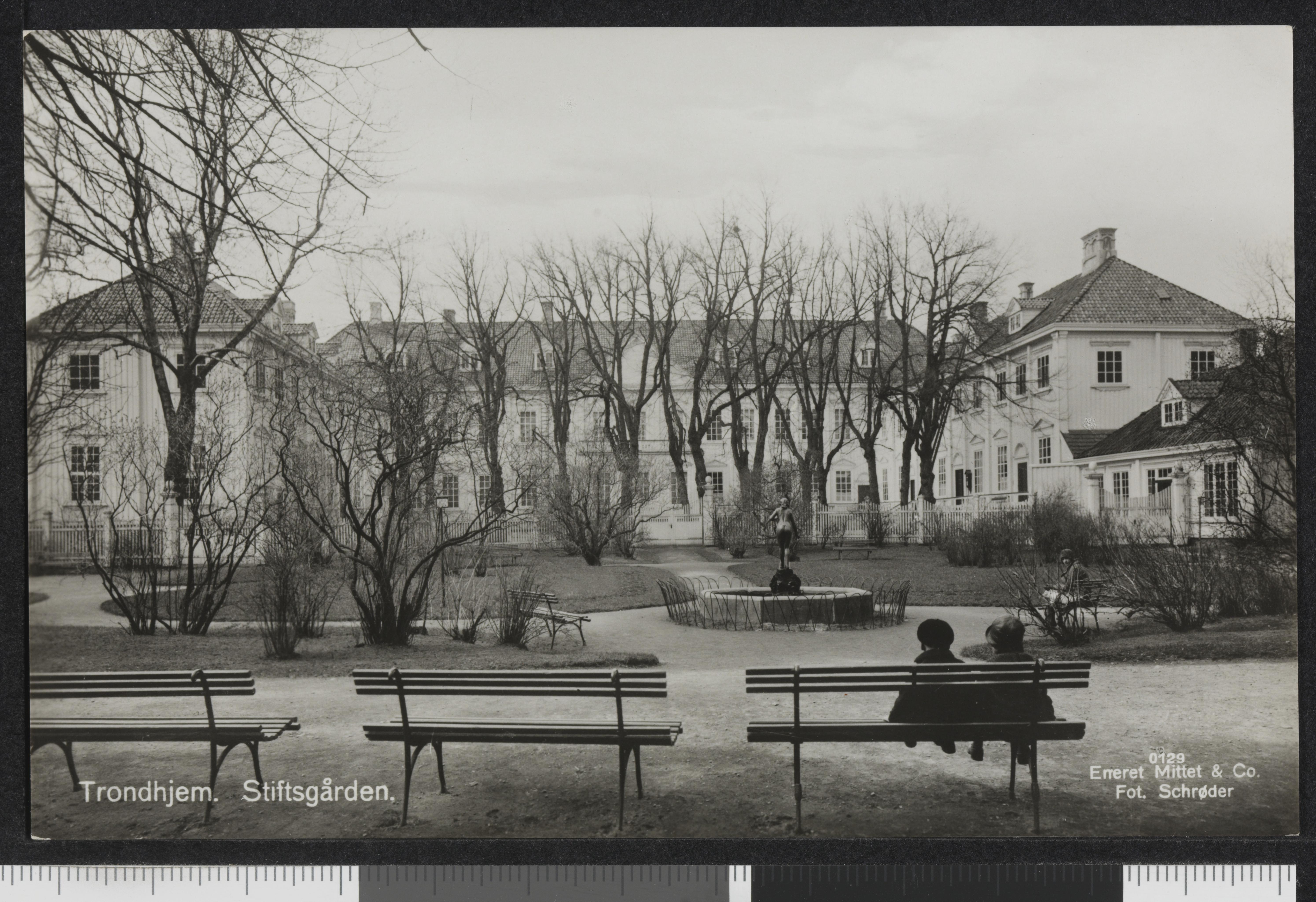
Сад і фонтан на початку XX століття
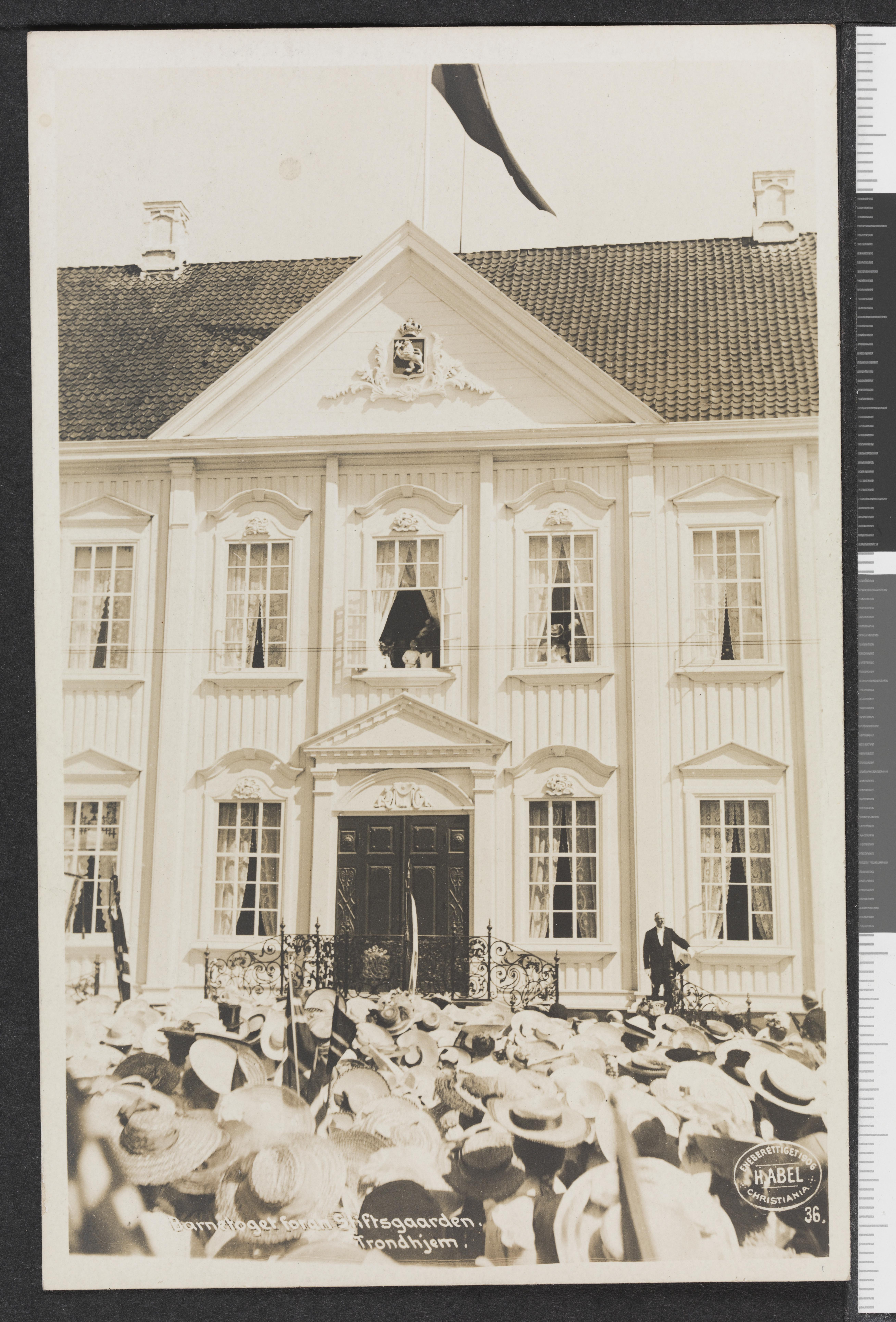
Коронація Гокона VII і Мод
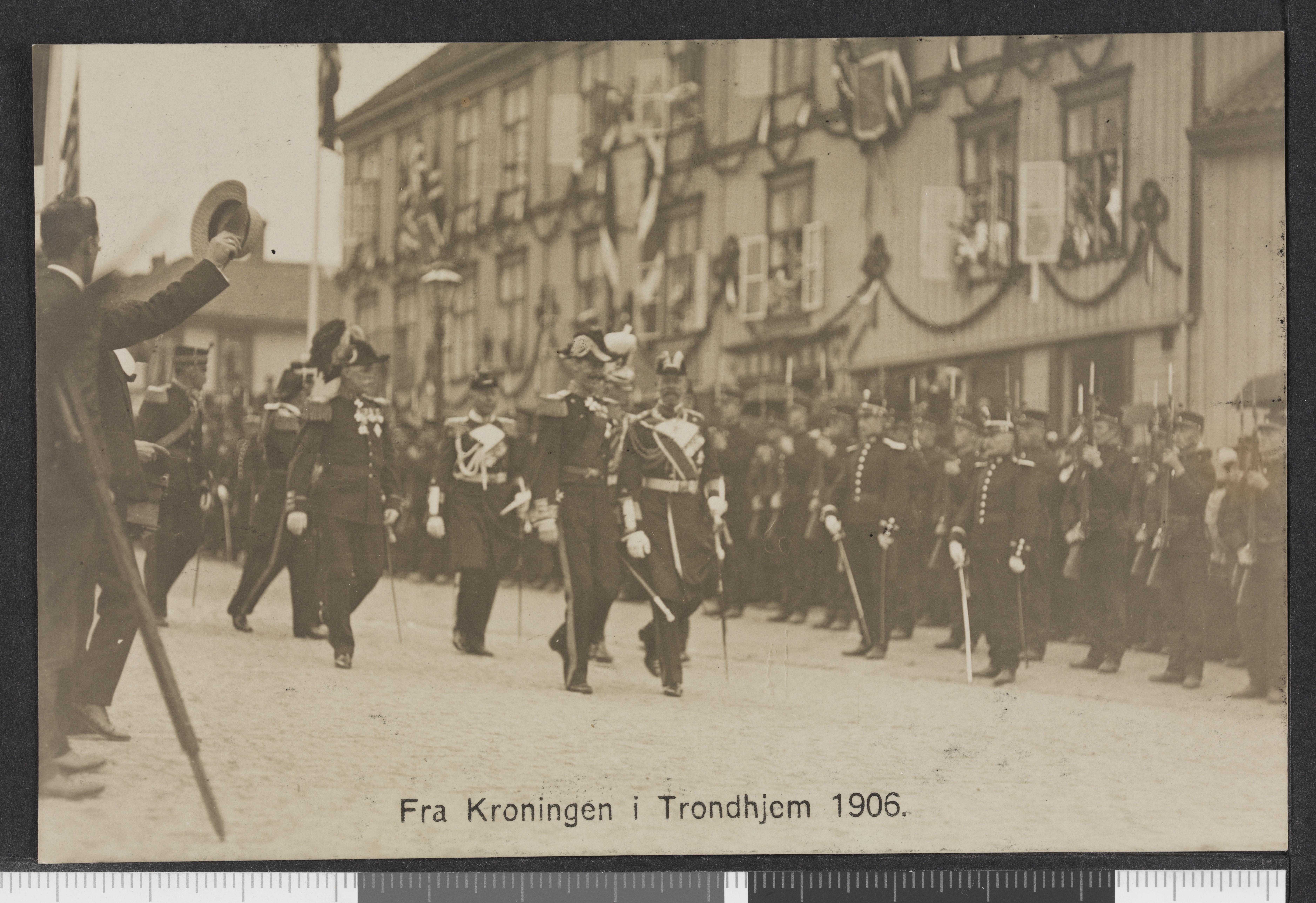
Коронація Гокона VII і Мод
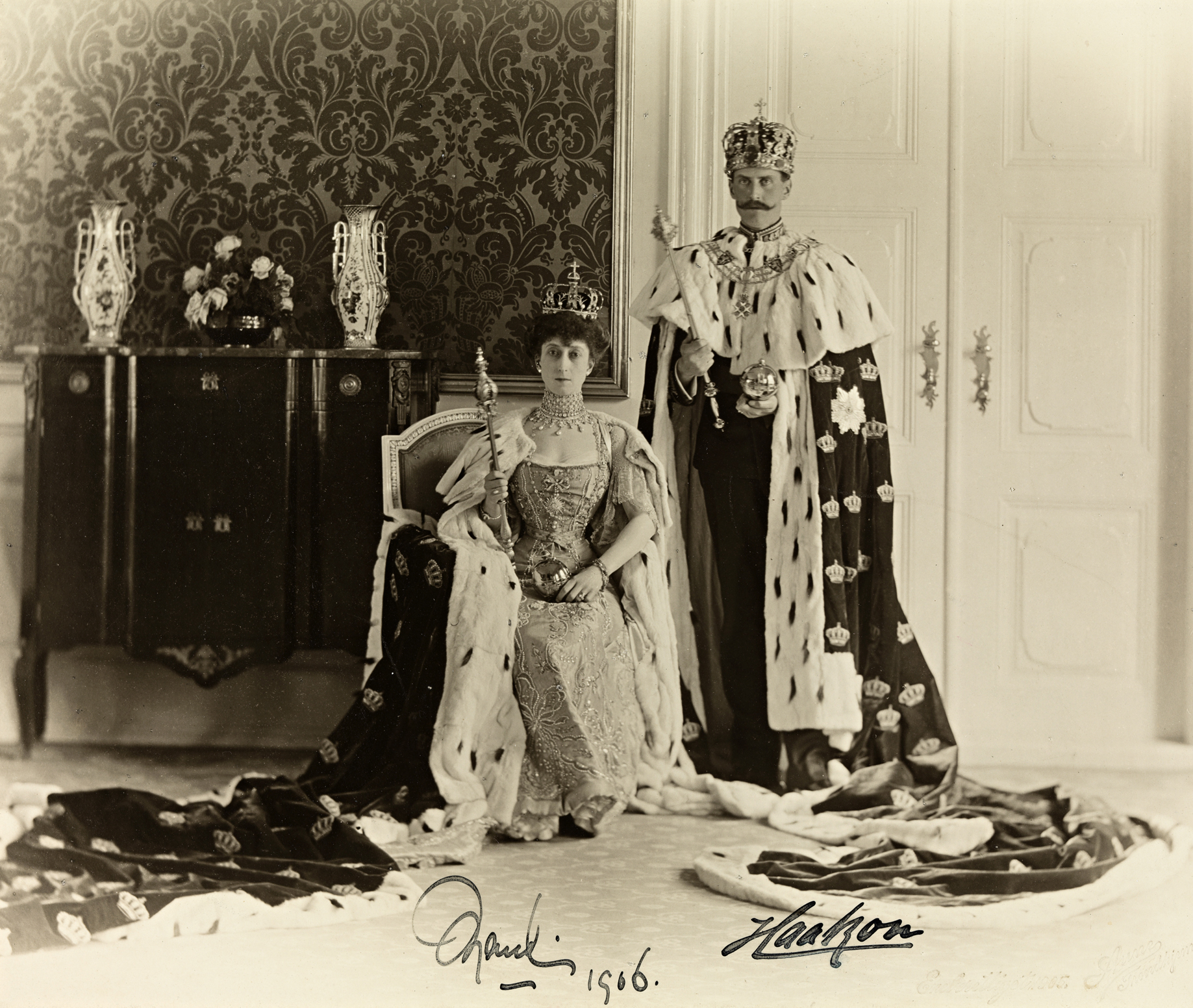
Коронація Гокона VII і Мод